# Yann Ehrlacher
Pour les articles homonymes, voir Ehrlacher.
Yann Ehrlacher, né le 4 juillet 1996 à Mulhouse (Haut-Rhin), est un pilote automobile français. Il évolue en 2019 en championnat WTCR et remporte le titre mondial deux années consécutives en 2020 et 2021. 
Il est le fils de Cathy Muller, pilote automobile internationale dans les années 1980, et de Yves Ehrlacher, ancien footballeur professionnel. Il est également le neveu d'Yvan Muller, quadruple champion du monde de WTCC.

## Débuts en sport automobile
Contrairement à la plupart des pilotes de sa génération, Yann Ehrlacher n'a pas pratiqué le karting en compétition. Il fait ses débuts en sport automobile en Mitjet 1300 à la fin de la saison 2012, où il se fait déjà remarquer par sa pointe de vitesse.

## 2013
À l'issue d'une sélection organisée fin 2012 par Volkswagen Motorsport sur le circuit d'Oschersleben, Yann Ehrlacher gagne sa place pour le championnat de Volkswagen Scirocco-R Cup en 2013, une série disputée en lever de rideau des courses de DTM. Il termine 14e du classement général, et 12e meilleur pilote Junior.

## 2014
Yann Ehrlacher s'engage pour la première fois en Championnat Mitjet Deux Litres avec le Yvan Muller Racing. Pour sa première année dans la discipline, il remporte le titre en décrochant six victoires et six pole positions.
Parallèlement, Yann Ehrlacher dispute sa seconde saison en Volkswagen Scirocco-R Cup. Il termine 8e du classement général, et 3e meilleur pilote Junior, une catégorie dans laquelle il remporte également une victoire.

## 2015
Après son titre en Mitjet Deux Litres, Yann Ehrlacher grimpe d'un cran et s'attaque au nouveau Championnat de France de Supertourisme, toujours avec le Yvan Muller Racing. Il remporte un nouveau titre, remportant pas moins de 12 victoires, et signant 6 pole positions durant la saison.

## 2016
Le pilote alsacien fait ses débuts en European Le Mans Series sur une Ligier JS P3 du Yvan Muller Racing aux côtés de Alexandre Cougnaud et Thomas Laurent. Les trois hommes figurent régulièrement aux avant-postes du LMP3 mais sont contraints à l'abandon sur problème technique à plusieurs reprises. Ils terminent la saison sur une victoire lors de la dernière manche du championnat sur le circuit d'Estoril.

## 2017
Yann Ehrlacher poursuit en European Le Mans Series et reste fidèle au Yvan Muller Racing, mais il dispute cette fois la saison au volant de la nouvelle Norma M30, qui fait ses débuts en compétition.
Parallèlement, il fait ses débuts en WTCC au volant d'une Lada Vesta privée engagée par l'équipe RC Motorsport,,,,.
Cette année là, il participe à la course des 500 Nocturnes dans sa région natale alsacienne, sur le circuit de l'Anneau du Rhin. il fait équipe avec Nicolas Armindo, un autre Alsacien, avec qui il remporte l'épreuve en signant le meilleur tour en course au volant de la RS01 du Team AB Sport Auto.